# Aeroporto Internacional de Gimpo
O Aeroporto Internacional de Gimpo (hangul: 김포국제공항; hanja: 金浦國際空港), mais conhecido como Aeroporto de Gimpo (IATA: GMP), (ICAO: RKSS) é um aeroporto internacional localizado no extremo oeste de Seul, a cerca de 15 km oeste do Distrito Central de Seul. Gimpo foi o principal aeroporto internacional de Seul e da Coreia do Sul até ser substituído pelo Aeroporto Internacional de Incheon em 2001. Atualmente possui a função de ser um aeroporto secundário de Seul. Em 2015, 23.163.778 passageiros passaram pelo aeroporto, sendo o terceiro maior aeroporto da Coreia, já que foi superado pelo Aeroporto Internacional de Jeju.
O aeroporto está localizado ao sul do Rio Han ao oeste de Seul. O nome "Gimpo" vem da cidade vizinha de Gimpo, da qual o aeroporto fazia parte.
Em 29 de novembro de 2003, voos regulares entre Gimpo e o Aeroporto de Haneda em Tóquio, Japão foram retomados. Voos para o Aeroporto Internacional de Xangai Hongqiao foram retomados em 28 de outubro de 2007. Voos para o Aeroporto Internacional de Kansai em Osaka, Japão iniciaram em 26 de outubro de 2008. Voos para o Aeroporto Internacional de Pequim-Capital começaram em 1° de julho de 2011.  Voos para o Aeroporto de Taipé-Songshan iniciaram em 30 de abril de 2012.

## História
O aeródromo foi originalmente construído entre 1935-1942 durante o período imperial japonês como uma base aérea do Exército Imperial. As pistas foram construídas sobre um leito de rochas transportadas manualmente por trabalhadores coreanos de Kaihwasan e Yangchan, a vários quilômetros da base. Então conhecido como Novo Aeródromo de Keijo (京城新飛行場), Kimpo foi construído com quatro pistas para complementar o muito menor aeródromo de Keijo (京城飛行場), que mais tarde foi conhecido como o Aeroporto de Yeouido.

### Guerra da Coreia
Gimpo desempenhou um papel importante durante a Guerra da Coreia, e a Força Aérea Americana designou o aérodromo como a Base Aérea de Kimpo ou K-14.
Forças norte-coreanas atacaram a Coreia do Sul em 25 de junho de 1950, iniciando a Guerra da Coreia. Durante um dos primeiros ataques das Força Aérea Norte-Coreana em 25 de junho, um C-54 Skymaster foi destruído no solo em Gimpo. Em 27 de junho, as forças navais e aéreas dos EUA começaram a evacuar 748 diplomatas, dependentes militares e civis americanos por transporte aéreo de Kimpo e Suwon. Na tarde de 27 de junho, cinco F-82 Twin Mustangs do 68º Esquadrão de Caças e do 339º Esquadrão de Testes de Vôo estavam escoltando quatro aeronaves C-54 Skymaster] para fora de Kimpo quando foram atacados por cinco caças Lavochkin La-7 norte-coreanos. Nas batalhas aéreas subsequentes, três LA-7 foram abatidos e nenhuma perda de caça dos EUA na primeira batalha aérea da guerra.
Mais tarde naquele dia, quatro F-80Cs do 35º Esquadrão de Caças abateram quatro caças Ilyushin Il-10 sem perdas sobre Gimpo com a primeira vitória de um caça a jato da Força Aérea Americana.
Gimpo foi capturado pelo Exército Norte-Coreano logo após a captura de Seul em 28 de junho de 1950. Em 29 de junho, oito B-29s do 19º Grupo de Bombardeio bombardearam Gimpo e os estaleiros de Seul. Em julho, a Força Aérea Norte-Coreana estava usando a base para ataques às forças da ONU, em 10 de julho, sete Yak-7s foram escondidos em Gimpo e usados em ataques contra posições da ONU em Cheongju. No dia seguinte, eles surpreenderam e danificaram vários F-80s na área. Em 15 de julho, os EUA lançaram um ataque à Gimpo, destruindo dois ou três dos sete Yak-7 e danificando a pista. On 5 August 5th Air Force fighters strafed and bombed Gimpo, destroying 9 aircraft and damaging 9 others.
Após a Batalha de Inchon em 15 de setembro de 1950, o 2º Batalhão 5º Batalhão de Fuzileiros Navais ordenou a captura de Gimpo em 17 de setembro. Gimpo foi defendida por um conglomerado de homens de combate e forças de serviço semi-treinados e na manhã de 18 de setembro, os fuzileiros navais já haviam conquistado o aeródromo. O aeródromo estava em excelente forma, pois os norte-coreanos não tinham tido tempo de fazer nenhuma demolição importante.:61 Em 19 de setembro, o Corpo de Engenheiros do Exército dos Estados Unidos reparou a ferrovia local até 13 km no interior e 32 aviões de transporte C-54 começaram a voar com gasolina e munições. A VMFA-212 foi uma das primeiras unidades a operar a partir do Gimpo antes de avançar para a Base Aérea de Yonpo. Em 25 de setembro, o 811º Batalhão de Engenharia de Aviação começou a reparar os danos de bombardeiros na pista de asfalto de 6 000 pés (1 800 m) em Gimpo e cobrindo com Esteira de Marston. Em 6 de outubro a Força Aérea Americana tomou controle de Gimpo do Corpo de Fuzileiros Navais.
Após a Terceira Fase da Campanha Chinesa e a derrota das forças da ONU no Paralelo 38, em 5 de janeiro de 1951 o general Ridgway ordenou a evacuação de Seul e a retirada das forças da ONU para uma nova linha defensiva ao longo do Paralelo 37. As unidades baseadas em Gimpo foram retiradas para o sul e as instalações foram destruídas para impedir seu uso pelas forças chinesas e norte-coreanas.
As forças da ONU retomaram a ofensiva novamente no final de janeiro de 1951 e lançaram a Operação Thunderbolt em 25 de janeiro com o objetivo de varrer as forças chinesas e norte-coreanas ao norte do Rio Han. Em 10 de fevereiro de 1951, as forças da ONU tinham mais uma vez o controle do Gimpo.
As Unidades da Força Aérea Americana baseadas em Gimpo (Kimpo) incluíam:
- 4º Asa de Caças operando F-86s de 23 de agosto de 1951 à 1° de outubro de 1954, unidades subordinadas incluídas:
  - 334º Esquadrão de Caças
  - 335º Esquadrão de Caças
  - 336º Esquadrão de Caças
- 8º Asa de Caças de 25 de junho à 23 de agosto de 1951
- 51º Asa de Caças de 10 de outubro de 1950 à 10 de dezembro de 1950, unidades subordinadas incluídas:
  - 16º Esquadrão de Armas operando F-80s de 22 de outubro de 1950 à 3 de janeiro de 1951
  - 25º Esquadrão de Caças operando F-80s de outubro de 1950 à novembro de 1951
- 67° Grupo de Operações do Ciberespaço de 20 de agosto de 1951 à 6 de dezembro de 1954, unidades subordinadas incluídas:
  - 12° Esquadrão de Reconhecimento operando o Douglas A-26 Invader
  - 15° Esquadrão de Reconhecimento operando RF-80 e RF-86
  - 45° Esquadrão de Reconhecimento operando o North American P-51 Mustang
- 68° Esquadrão de Caças operando o North American F-82 Twin Mustang de 30 de novembro de 1950 à março de 1951 e de 27 de junho à 24 de agosto de 1951
- 80° Esquadrão de Caças operando P-51s de 27 de outubro à 20 de dezembro de 1950

Outras unidades da ONU baseados em Gimpo (Kimpo) inclue:
- Esquadrão N.º 77 da RAAF operando Gloster Meteors de junho de 1951.

Em 21 de setembro de 1953, o piloto norte-coreano No Kum-Sok desertou em seu MiG-15 pousando em Gimpo.

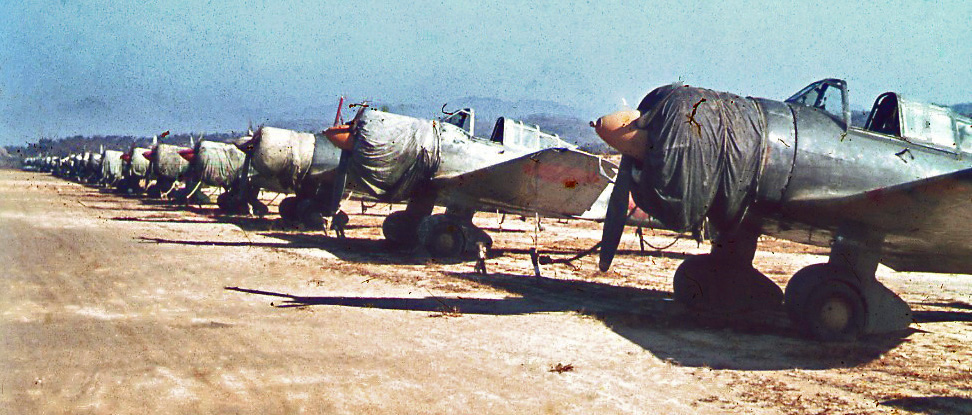
Vários Mitsubishi Ki-51 em Kimpo, outubro de 1945
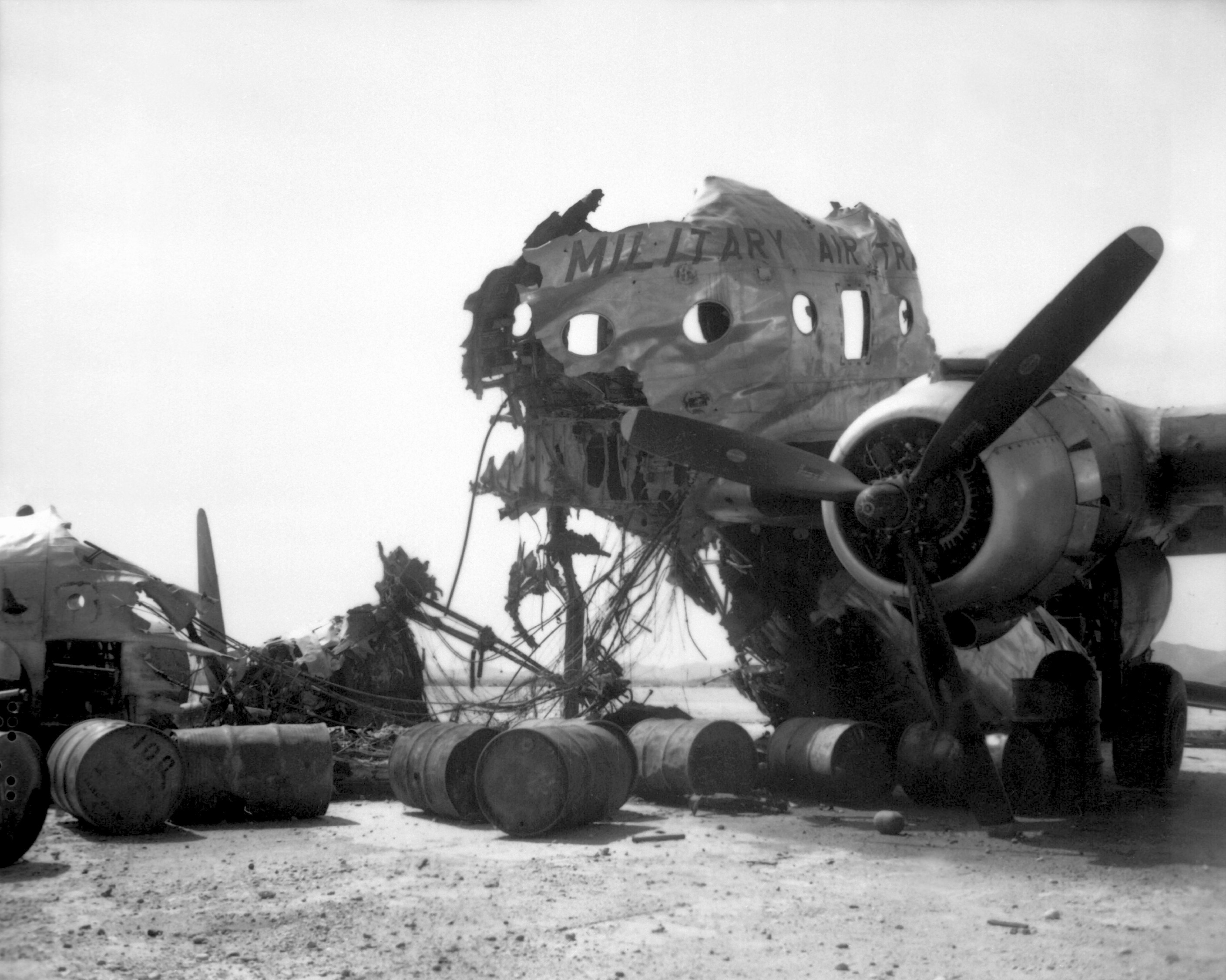
Destroços do C-54 destruído no solo por caças norte-coreanos, junho de 1950
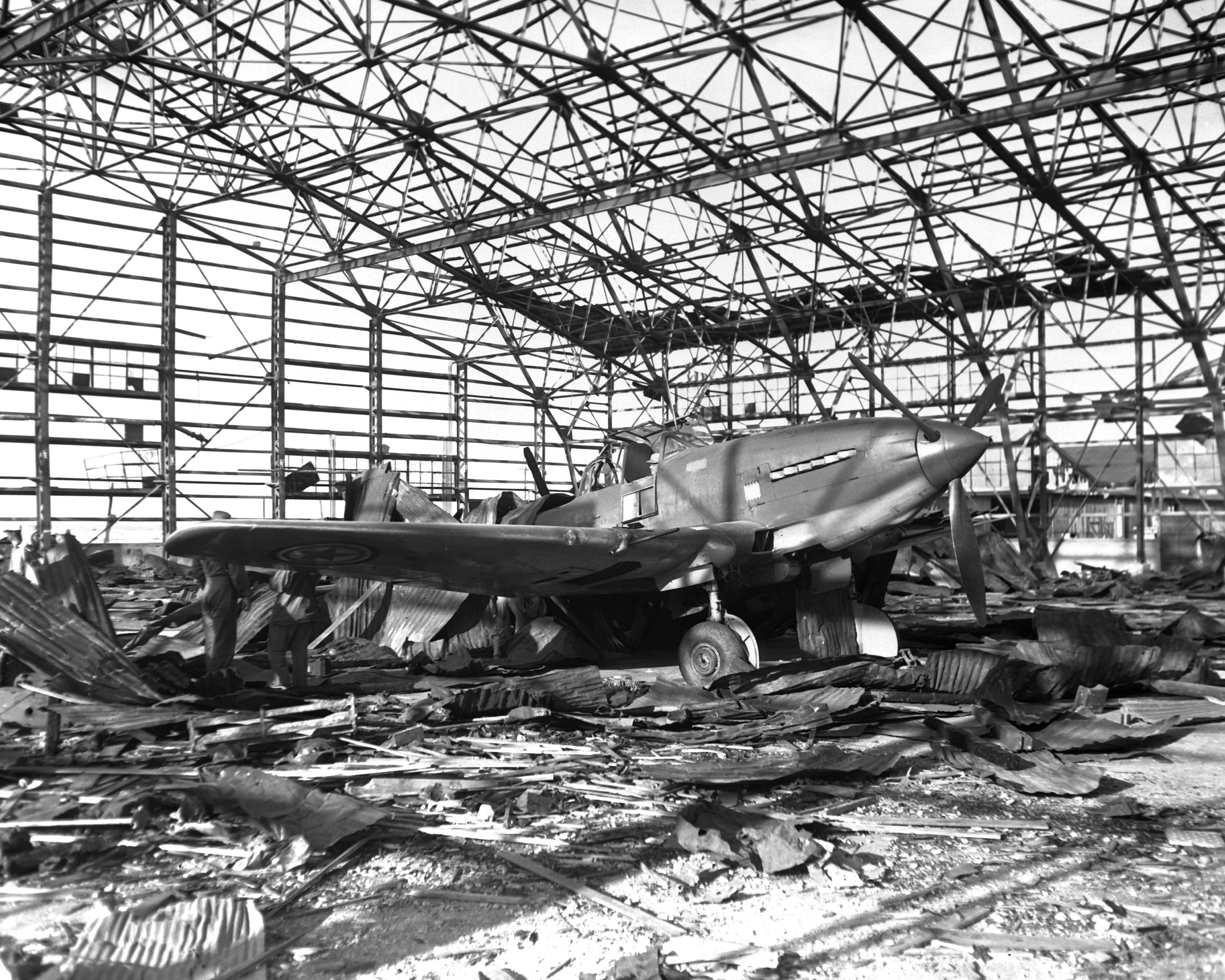
Um Ilyushin Il-10 norte-coreano capturado, setembro de 1950
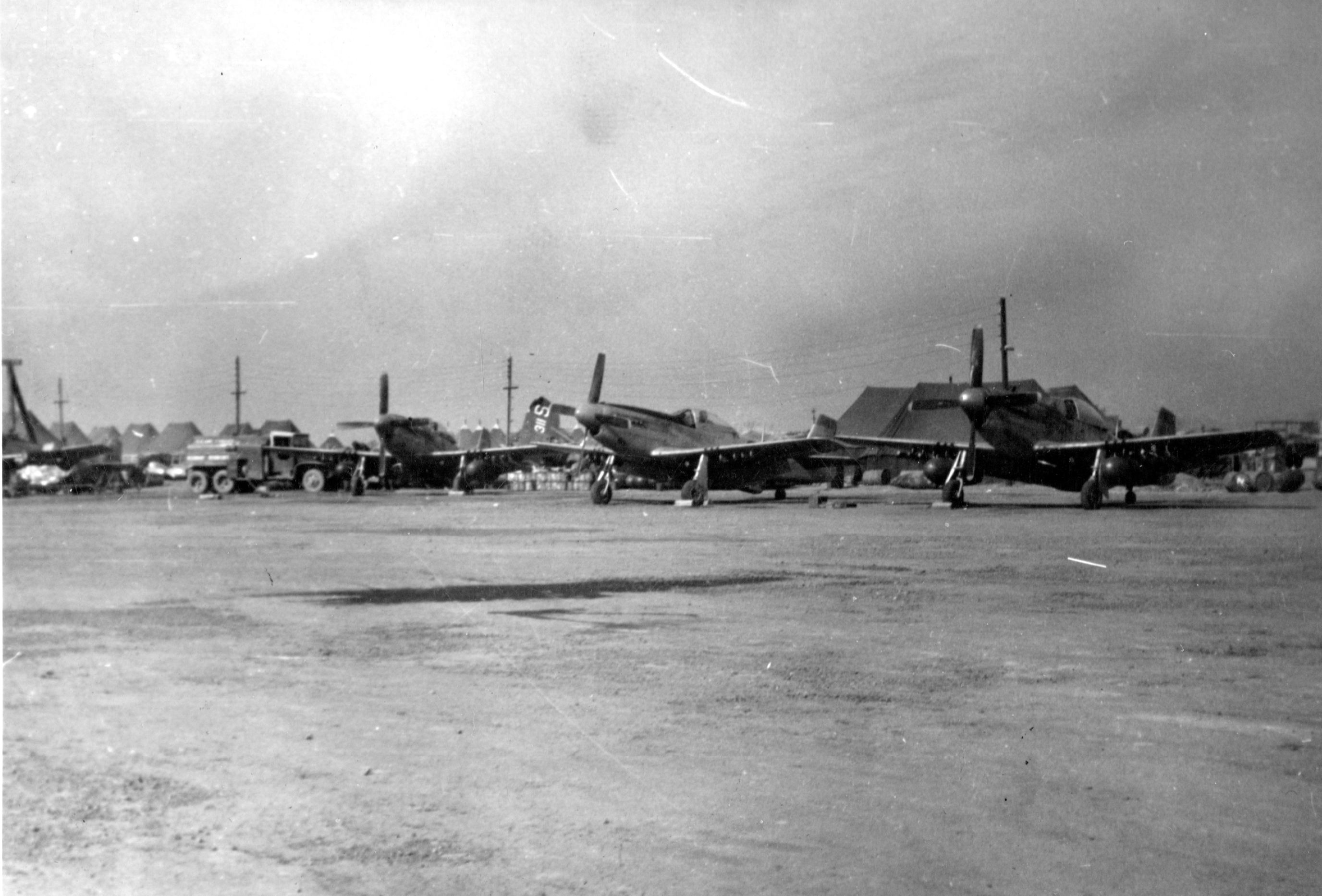
F51s no Aeródromo de Kimpo (K14), outubro de 1950
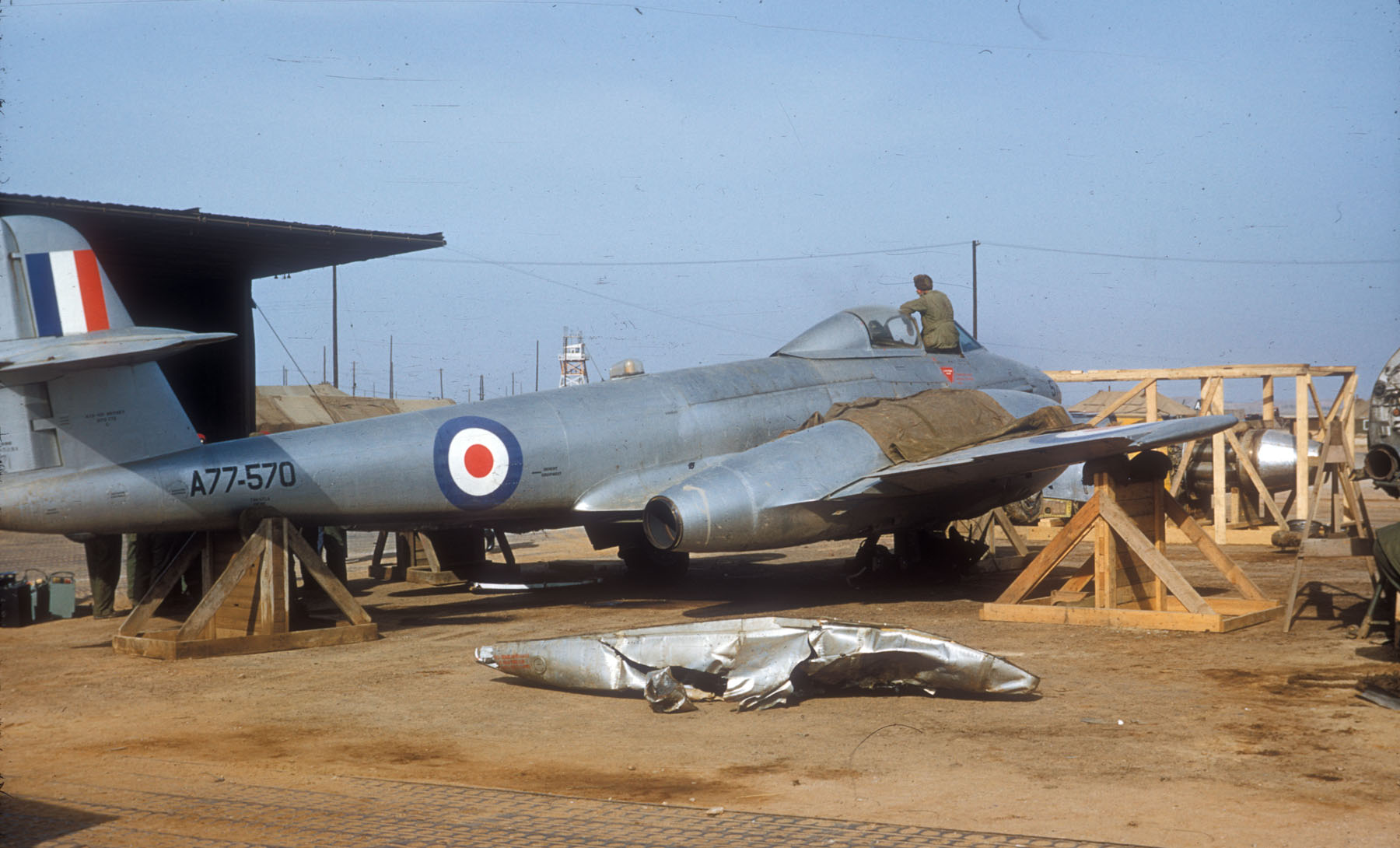
Um Gloster Meteor do Esquadrão N.º 77 da RAAF, 1952
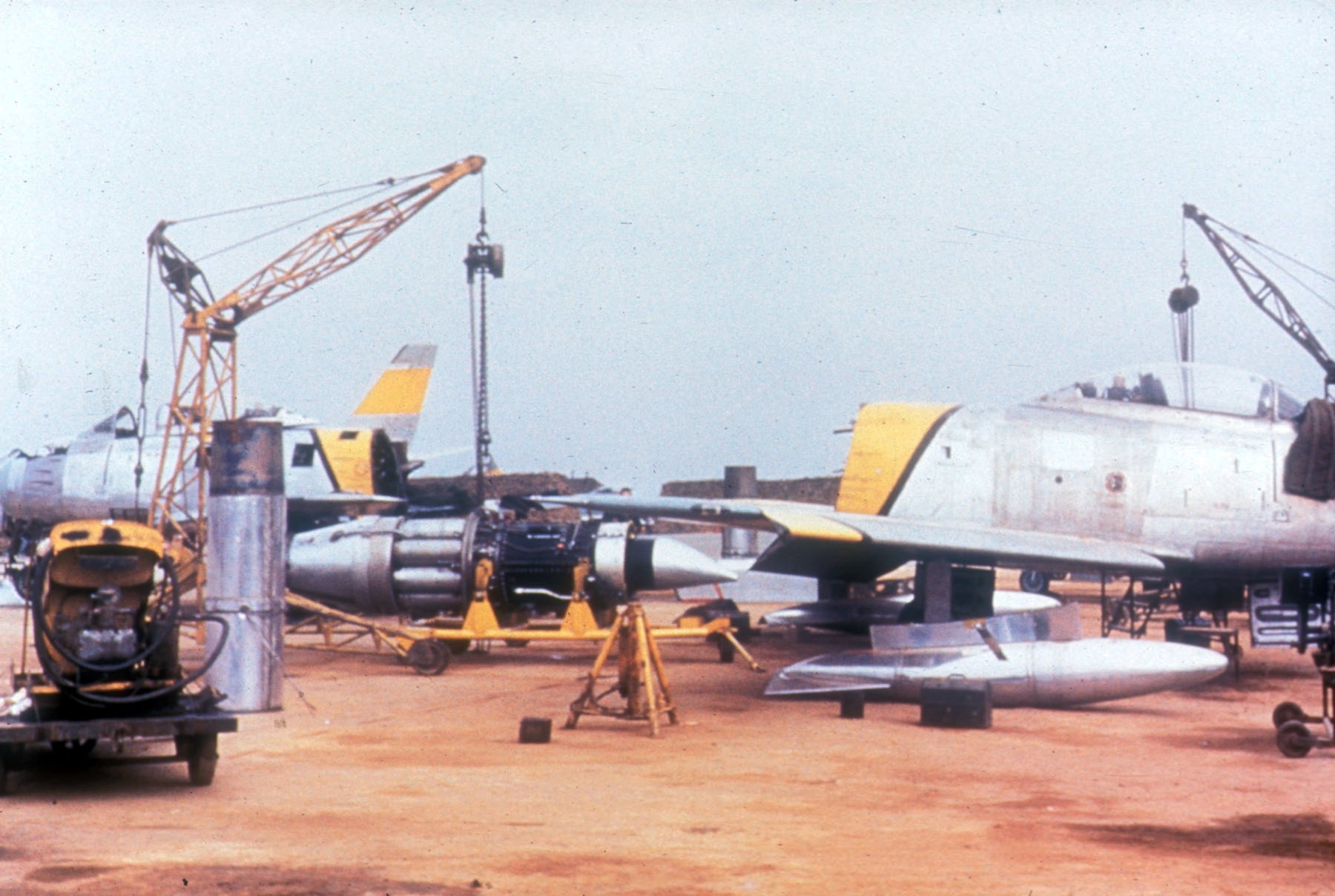
Modificação de motor em um F-86E, 1952
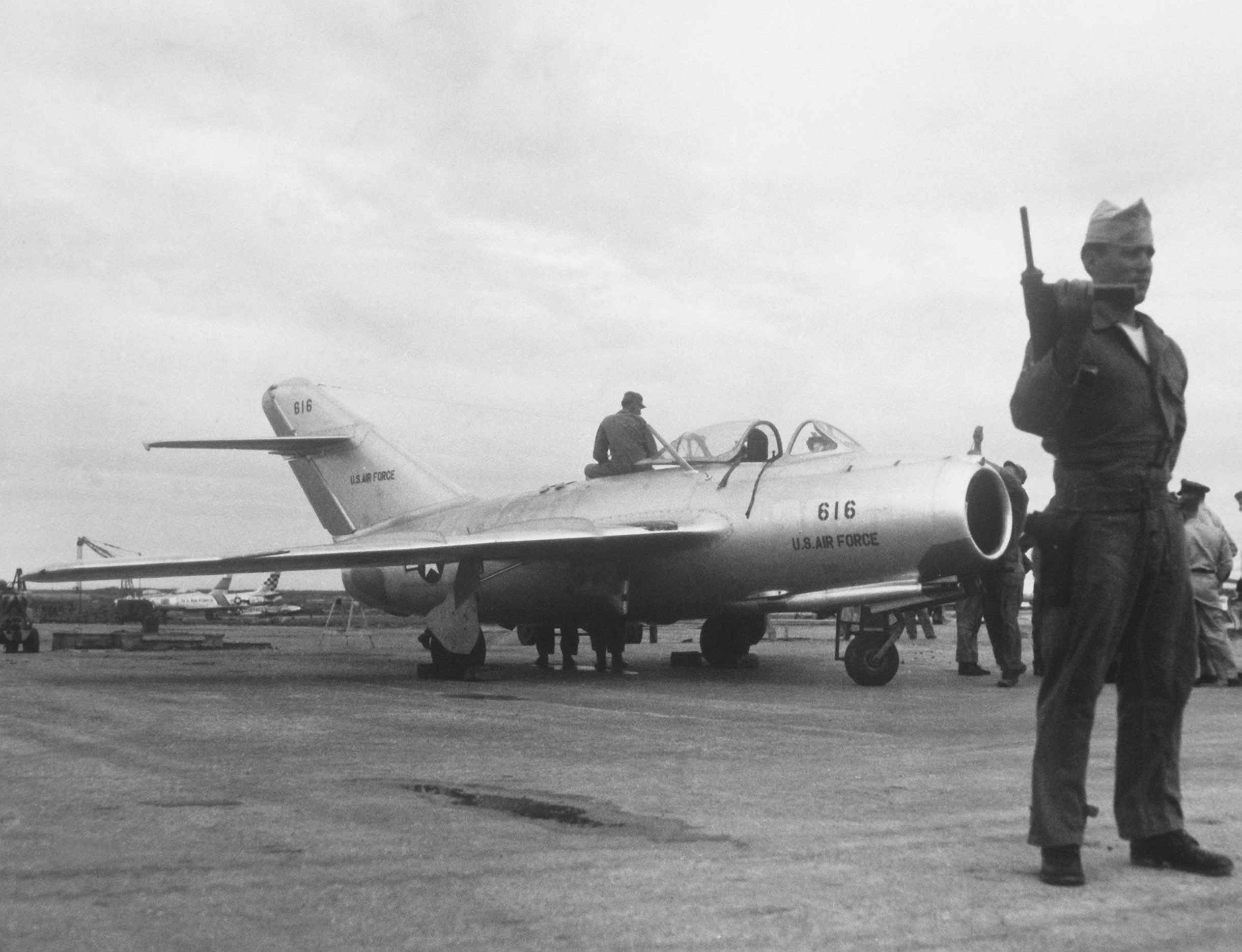
MiG-15, 1953

### Era internacional

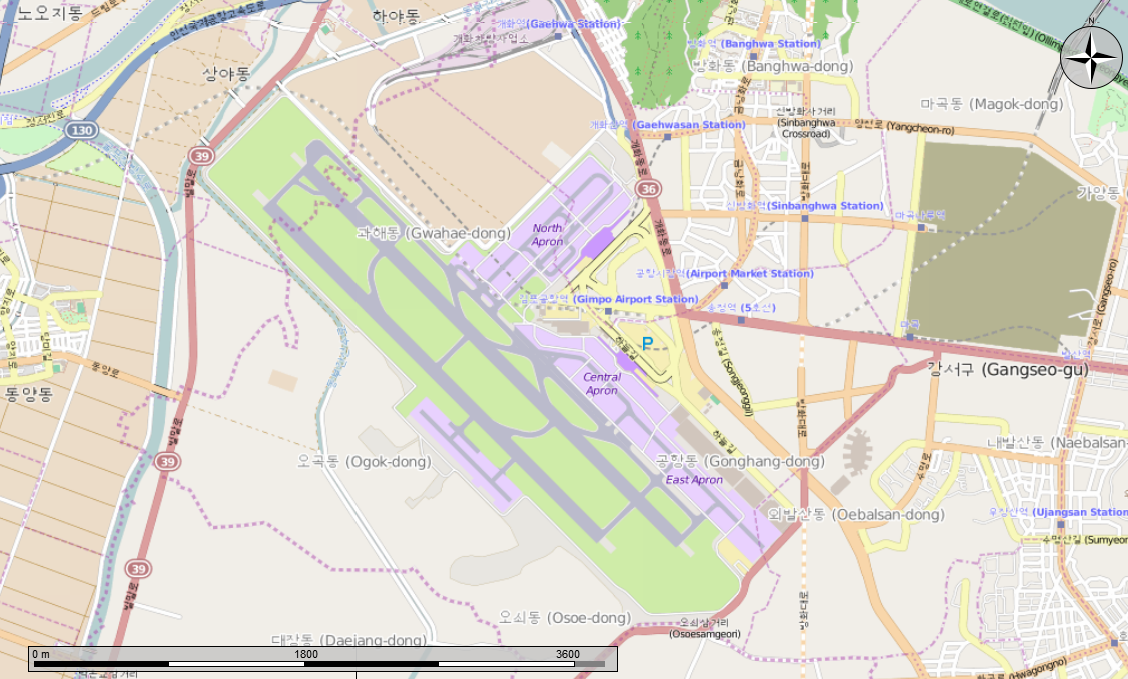
Mapa do aeroporto, por volta de 2014

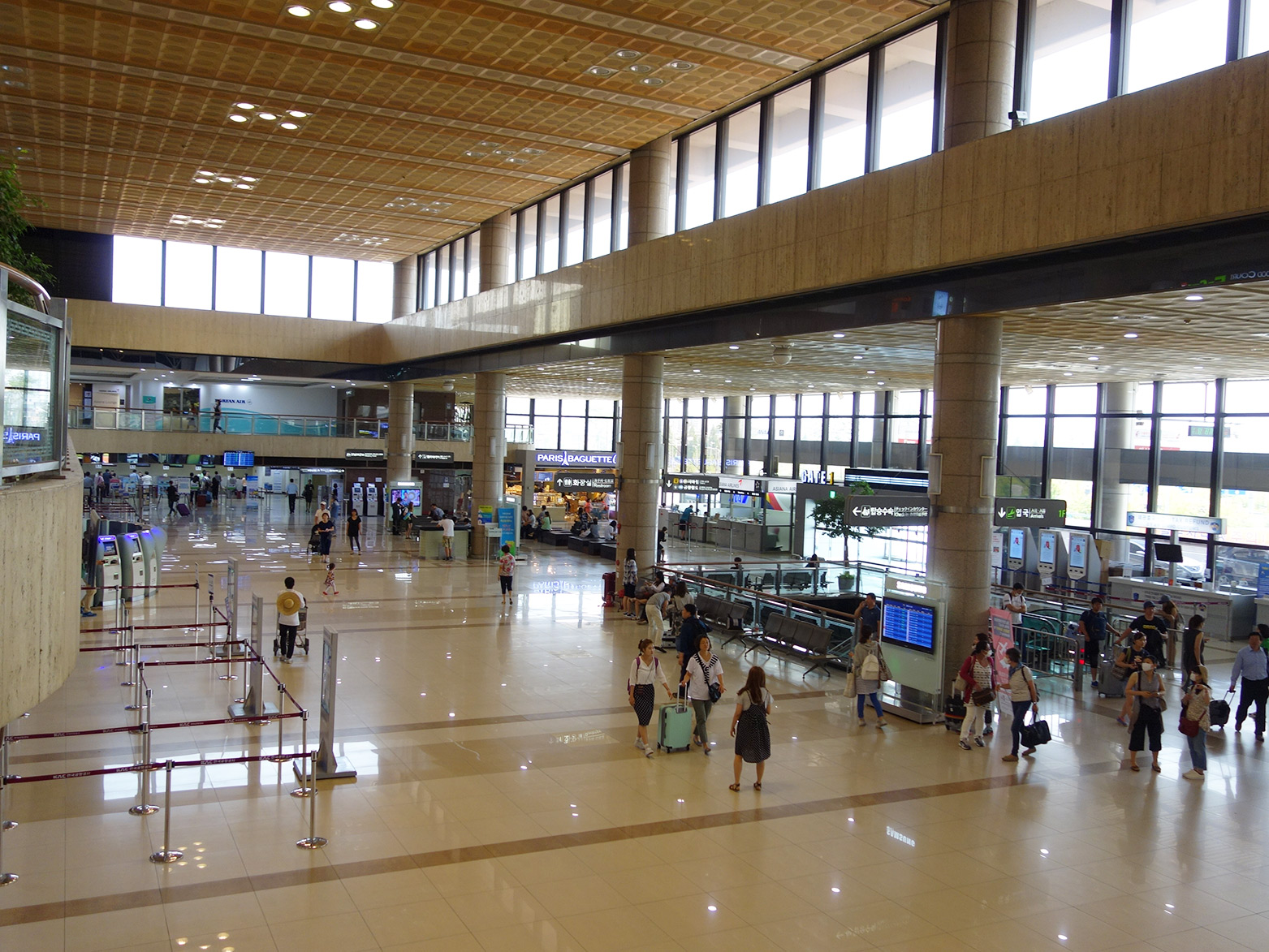
Terminal internacional

Em 1958, o aeroporto foi redesignado como o Aeroporto Internacional de Gimpo de Seul por um decreto presidencial, substituindo completamente o então existente Aeroporto de Yeouido.
Após a construção de Gimpo, o Aeroporto de Yeouido Airport foi demolido. Gimpo logo se tornou o principal aeroporto de Seul, e da Coreia do Sul em geral. Em 1971, um novo terminal combinado doméstico e internacional foi inaugurado. No entanto, após a abertura do que era conhecido como Terminal 1 em 1977, o terminal combinado original foi convertido apenas para voos domésticos. Mais tarde, o Terminal 2 foi inaugurado em função dos Jogos Olímpicos de 1988.
Gradualmente, Gimpo começou a ter mais vôos do que era capaz de atender. Depois de cerca de 1980, passou por inúmeros problemas devido à sua falta de espaço para expansão. Um problema adicional foi o toque de recolher da Coreia do Sul durante a noite (da meia-noite às 4 da manhã), uma medida de segurança que esteve em vigor por décadas. O toque de recolher, que limitava severamente as operações noturnas do aeroporto, foi finalmente abolido em 1982.
Eventualmente, o governo sul-coreano decidiu construir um novo aeroporto. A instalação foi inicialmente planejada para estar em Cheongju, a 124 quilômetros de Seul, mas a ideia foi fortemente criticada pelos moradores de Seul e da Província de Gyeonggi, devido aos transtornos que representaria para eles. (Seria mais longe de Seul do que a distância de 80 km entre o Aeroporto de Viracopos em Campinas, Brasil, e a cidade de São Paulo.) Finalmente, a Ilha de Yeongjong, uma parte da cidade de Incheon, ligeiramente ao oeste de Seul, foi escolhida para o novo aeroporto, que mais tarde veio a ser conhecido como Aeroporto Internacional de Incheon. Todos os voos internacionais foram transferidos para Incheon quando o novo aeroporto foi inaugurado em 29 de março de 2001.

### Era pós-Incheon
Os vôos "Shuttle" para o Aeroporto de Haneda em Tóquio começaram em novembro de 2003 em regime de charter, cortando 30 minutos ou mais de transporte terrestre em cada ponta, numa tentativa de atrair viajantes a negócios. Esta rota "cidade a cidade" foi seguida por novas rotas para o Aeroporto Internacional de Xangai Hongqiao em Xangai iniciando em outubro de 2007, o Aeroporto Internacional de Kansai em Osaka iniciando em 2008, o Aeroporto Internacional de Pequim-Capital iniciando em julho de 2011, e o Aeroporto de Taipé-Songshan em Taipé iniciando em abril de 2012. O número total de passageiros internacionais no Gimpo aumentou de menos de um milhão em 2005 para mais de quatro milhões em 2012.
A Korea Airports anunciou uma expansão e remodelação dos terminais em 2013, adicionando novos portões e postos de controle de segurança. Em 2017, o governo sul-coreano anunciou que um novo terminal seria construído para atender a crescente demanda de tráfego doméstico.
Gimpo atualmente possui duas pistas (3600 m × 45 m e 3200 m × 60 m), dois terminais de passageiros, e um terminal de carga.

## Companhias áereas e destinos
| Companhias              | Destinos                                                                                  |
| ----------------------- | ----------------------------------------------------------------------------------------- |
| Air Busan               | Busan, Jeju, Ulsan                                                                        |
| Air China               | Pequim–Capital                                                                            |
| Air Seoul               | Busan, Jeju                                                                               |
| All Nippon Airways      | Tóquio–Haneda                                                                             |
| Asiana Airlines         | Pequim–Capital, Busan, Gwangju, Jeju, Osaka–Kansai, Xangai–Hongqiao, Tóquio–Haneda, Yeosu |
| China Airlines          | Taipé-Songshan                                                                            |
| China Eastern Airlines  | Xangai–Hongqiao                                                                           |
| China Southern Airlines | Pequim–Daxing                                                                             |
| Eastar Jet              | Busan, Jeju, Taipé-Songshan                                                               |
| EVA Air                 | Taipé-Songshan                                                                            |
| Fly Gangwon             | Yangyang (retoma em 20 de julho de 2022)                                                  |
| Hi Air                  | Jeju, Muan, Sacheon, Ulsan                                                                |
| Japan Airlines          | Tóquio–Haneda                                                                             |
| Jeju Air                | Busan, Gwangju, Jeju, Osaka–Kansai, Yeosu                                                 |
| Jin Air                 | Busan, Gwangju, Jeju, Pohang, Sacheon, Ulsan, Yeosu                                       |
| Korean Air              | Pequim–Capital, Busan, Jeju, Osaka–Kansai, Xangai–Hongqiao, Tóquio–Haneda, Ulsan          |
| Shanghai Airlines       | Xangai–Hongqiao                                                                           |
| T'way Air               | Busan, Jeju, Taipé-Songshan                                                               |

## Estatísticas

### Maiores operadoras

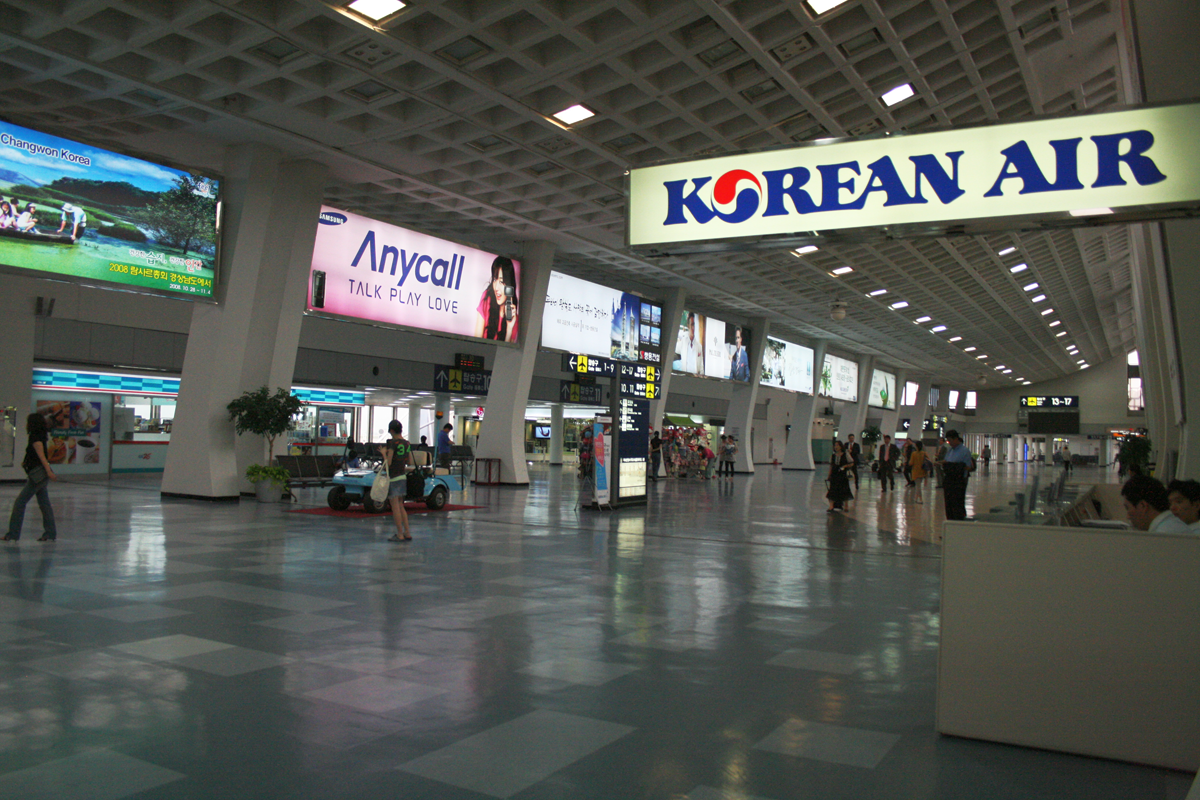
Terminal de embarque doméstico antes da reforma

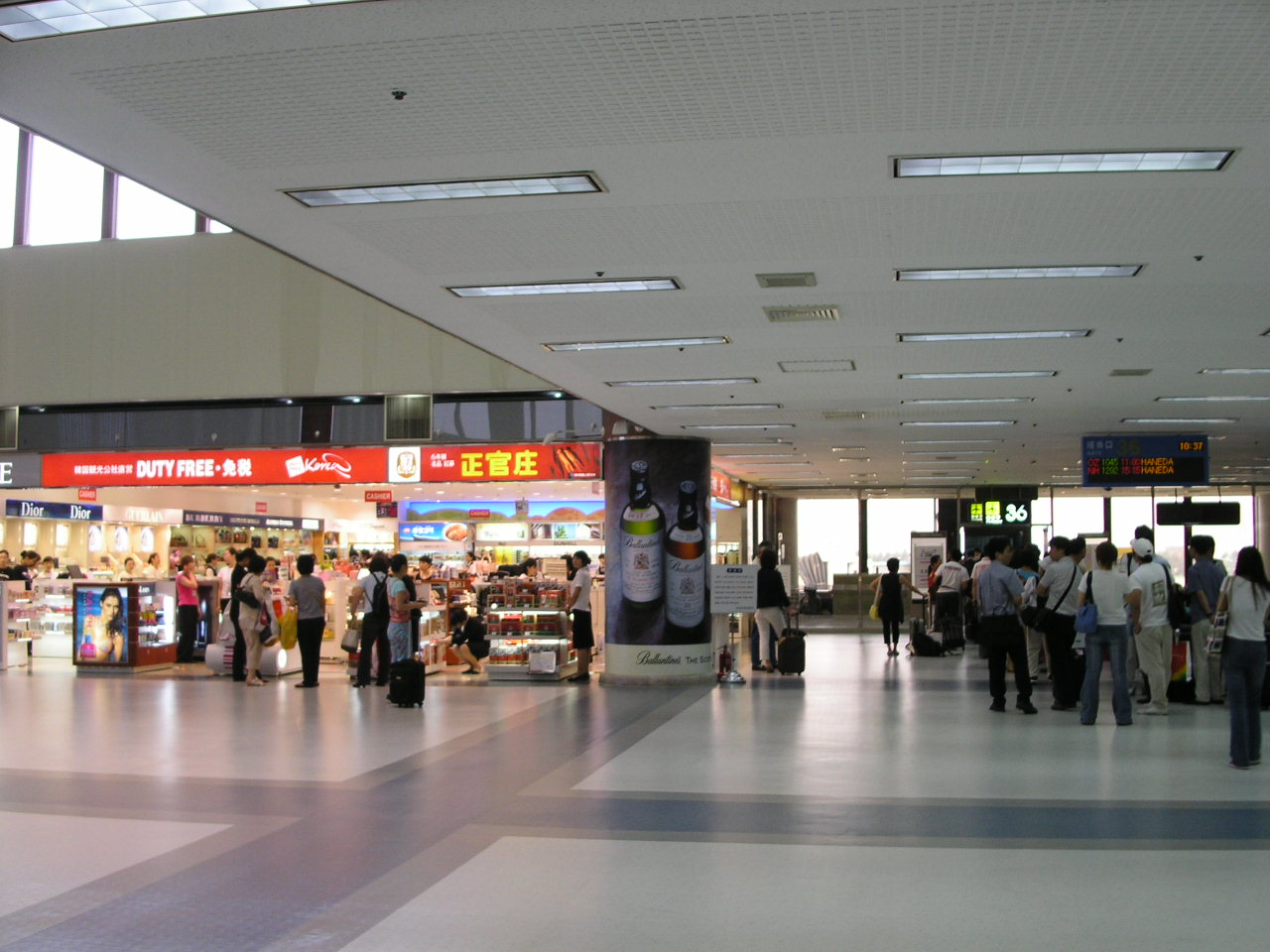
Terminal de embarque internacional

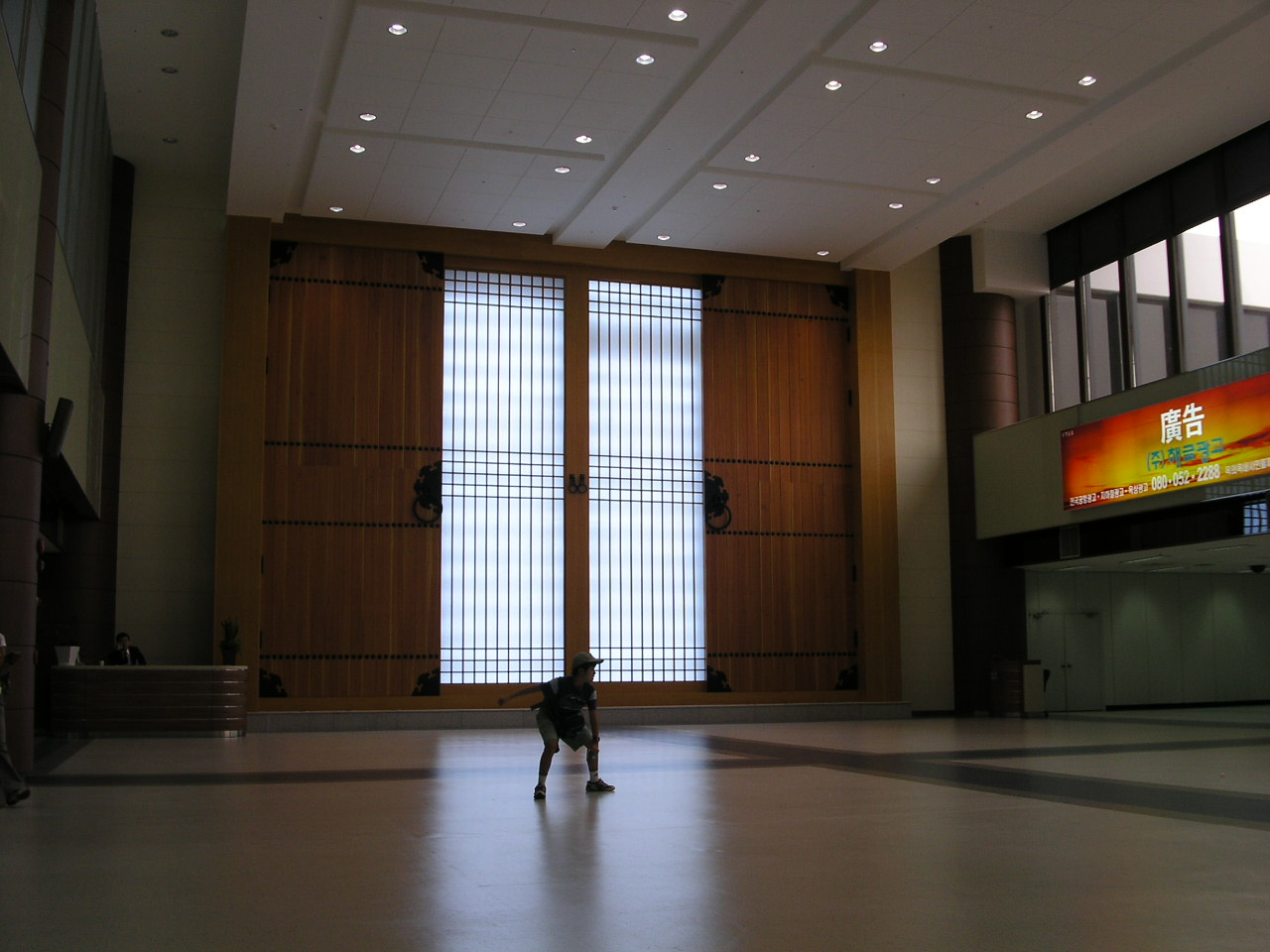
Terminal de embarque internacional

Em 2016, as dez transportadoras com a maior porcentagem de passageiros voando para, de ou através do Aeroporto Internacional de Gimpo são as seguintes:
| Rank | Operadora              | Passageiros domésticos | Passageiros internacionais | Total     | %      |
| ---- | ---------------------- | ---------------------- | -------------------------- | --------- | ------ |
| 1    | Korean Air             | 5,215,514              | 1,220,978                  | 6,436,492 | 25.70% |
| 2    | Asiana Airlines        | 4,088,721              | 1,123,109                  | 5,211,830 | 20.81% |
| 3    | Jeju Air               | 2,740,861              | 244,915                    | 2,985,776 | 11.92% |
| 4    | Jin Air                | 2,926,195              |                            | 2,926,195 | 11.68% |
| 5    | Eastar Jet             | 1,956,905              | 54,663                     | 2,011,568 | 8.03%  |
| 6    | Air Busan              | 1,987,427              | 866                        | 1,988,293 | 7.94%  |
| 7    | T'way Airlines         | 1,787,123              | 70,992                     | 1,858,115 | 7.42%  |
| 8    | All Nippon Airways     |                        | 424,542                    | 424,542   | 1.70%  |
| 9    | Japan Airlines         |                        | 388,466                    | 388,466   | 1.55%  |
| 10   | China Eastern Airlines |                        | 194,044                    | 194,044   | 0.77%  |

### Tráfego por calendário anual
Ver a consulta original do Wikidata.
|                                                      | Volume de pasageiros | Aeronaves operadas | Toneladas de carga |
| ---------------------------------------------------- | -------------------- | ------------------ | ------------------ |
| 2001                                                 | 22.041.099           | 154.164            | 708.073            |
| 2002                                                 | 17.092.095           | 128.428            | 302.240            |
| 2003                                                 | 16.880.641           | 126.343            | 290.731            |
| 2004                                                 | 7.674.153            | 52.212             | 175.850            |
| 2005                                                 | 13.448.152           | 94.787             | 272.304            |
| 2006                                                 | 13.766.523           | 94.943             | 274.368            |
| 2007                                                 | 13.811.004           | 100.124            | 248.736            |
| 2008                                                 | 14.264.693           | 108.015            | 203.977            |
| 2009                                                 | 15.369.944           | 115.895            | 230.115            |
| 2010                                                 | 17.565.901           | 118.514            | 226.493            |
| 2011                                                 | 18.513.927           | 126.115            | 260.135            |
| 2012                                                 | 19.429.224           | 130.269            | 254.563            |
| 2013                                                 | 19.904.327           | 134.623            | 246.227            |
| 2014                                                 | 21.566.946           | 138.706            | 271.990            |
| 2015                                                 | 23.163.778           | 142.863            | 271.066            |
| 2016                                                 | 25.043.299           | 146.266            | 274.712            |
| 2017                                                 | 25.101.147           | 145.507            | 266.428            |
| 2018                                                 | 24.602.588           | 141.080            | 267.266            |
| 2019                                                 | 25.448.416           | 140.422            | 253.395            |
| 2020                                                 | 17.446.239           | 113.580            | 142.380            |
| Fonte: Korea Airports Corporation Traffic Statistics |                      |                    |                    |

## Outras instalações
A Korea Airports Corporation (KAC) tem sua sede na propriedade do aeroporto.
The Comissão de Investigação de Acidentes de Aviação e Ferrovias (ARAIB) tem seu Laboratório de Análise de Destroços e Dados de Voo na propriedade do aeroporto. Quando a agência predecessora Conselho de Investigação de Acidentes de Aviação da Coreia (KAIB) existia, seu laboratório para examinação de destroços e caixa-preta estava localizada na área do aeroporto.

## Transporte terrestre

### Ferroviário
Em 23 de março de 2007, a linha expressa do aeroporto AREX iniciou as operações para o Aeroporto Internacional de Incheon, com uma extensão para a Estação de Seul inaugurada em dezembro de 2010. A Linha 9 do Metrô de Seul também liga o aeroporto à área de Gangnam-gu.
Durante muitos anos, o aeroporto foi servido pela Linha de Gimpo, uma linha ferroviária que não existe mais. Nos anos 90, a Linha 5 do Metrô de Seul foi estendido para Gimpo.

### Rodoviário
O Aeroporto Internacional de Gimpo é conectado pelo Aeroporto Internacional de Incheon através da Via Expressa do Aeroporto Internacional de Incheon pelo Trevo do Aeroporto de Gimpo.
Outras estradas também ligavam o Aeroporto de Gimpo com Seul e a província próxima incluindo a Rota Nacional 39, Rota Nacional 48, Olympic-daero e a Rota 92 de Seul (Corredor de Nambu).

## Acidentes e incidentes
- Em 19 de novembro de 1980, o Voo Korean Air Lines 015, um Boeing 747-200 aterrissou a curta distância da cabeceira da pista, arrancando todo o trem de pouso principal, fazendo com que a aeronave derrapasse pista adentro e 2 dos motores sendo arrancados, inciando um incêndio que tomou conta da aeronave em minutos. 15 dos 226 ocupantes foram mortos, incluindo o primeiro oficial e o capitão.[34]
- Em 14 de setembro de 1986, uma bomba explodiu nas imediações do terminal doméstico do aeroporto, matando 5 pessoas e ferindo 36. O ataque foi atribuído à Coreia do Norte na tentativa de interromper os Jogos Asiáticos de 1986, que iniciaram 6 dias depois.[35]
- Em 25 de novembro de 1989, o Voo Korean Air 175, um Fokker F28-4000 a caminho do Aeroporto de Gangneung, estolou e caiu logo após a decolagem, matando uma pessoa e ferindo 40.[36]